# 100 meter ryggsim för damer i simning vid olympiska sommarspelen 2024
Damernas 100 meter ryggsim vid olympiska sommarspelen 2024 avgjordes mellan den 29 och 30 juli 2024 i Paris La Défense Arena.

## Rekord
Före tävlingarna gällde dessa rekord:
| Världsrekord     | Regan Smith (USA)    | 57,13 | Indianapolis, USA | 18 juni 2024 |
| Olympiskt rekord | Kaylee McKeown (AUS) | 57,47 | Tokyo, Japan      | 27 juli 2021 |

Följande rekord noterades under tävlingen:
| Datum   | Omgång | Simmare        | Nation     | Tid   | Rekord |
| ------- | ------ | -------------- | ---------- | ----- | ------ |
| 30 juli | Final  | Kaylee McKeown | Australien | 57,33 | 0OR0   |

## Schema
Alla tiderna är UTC+2.
| Datum        | Tid   | Omgång      |
| ------------ | ----- | ----------- |
| 29 juli 2024 | 10:00 | Försöksheat |
| 29 juli 2024 | 19:37 | Semifinaler |
| 30 juli 2024 | 17:30 | Final       |

## Resultat

### Försöksheat
Simmarna med de 16 bästa tiderna gick vidare till semifinalerna.
| Placering | Heat | Bana | Simmare             | Nation                          | Tid     | Noteringar |
| --------- | ---- | ---- | ------------------- | ------------------------------- | ------- | ---------- |
| 1         | 3    | 4    | Katharine Berkoff   | USA                             | 57,99   | 0Q0        |
| 2         | 5    | 4    | Regan Smith         | USA                             | 58,45   | 0Q0        |
| 3         | 4    | 4    | Kaylee McKeown      | Australien                      | 58,48   | 0Q0        |
| 4         | 5    | 5    | Kylie Masse         | Kanada                          | 59,06   | 0Q0        |
| 5         | 3    | 5    | Emma Terebo         | Frankrike                       | 59,10   | 0Q0        |
| 6         | 5    | 6    | Béryl Gastaldello   | Frankrike                       | 59,31   | 0Q0        |
| 7         | 4    | 5    | Iona Anderson       | Australien                      | 59,37   | 0Q0        |
| 8         | 4    | 2    | Carmen Weiler       | Spanien                         | 59,57   | 0Q0, 0NR0  |
| 9         | 4    | 7    | Roos Vanotterdijk   | Belgien                         | 59,68   | 0Q0        |
| 10        | 3    | 7    | Kira Toussaint      | Nederländerna                   | 59,84   | 0Q0        |
| 11        | 4    | 3    | Wan Letian          | Kina                            | 59,87   | 0Q0        |
| 12        | 5    | 3    | Ingrid Wilm         | Kanada                          | 1.00,06 | 0Q0        |
| 13        | 5    | 2    | Maaike de Waard     | Nederländerna                   | 1.00,12 | 0Q0        |
| 14        | 4    | 6    | Wang Xueer          | Kina                            | 1.00,15 | 0Q0        |
| 15        | 4    | 1    | Louise Hansson      | Sverige                         | 1.00,26 | 0Q0        |
| 16        | 3    | 3    | Danielle Hill       | Irland                          | 1.00,40 | 0Q0        |
| 17        | 5    | 7    | Adela Piskorska     | Polen                           | 1.00,47 |            |
| 18        | 3    | 2    | Kathleen Dawson     | Storbritannien                  | 1.00,69 |            |
| 19        | 3    | 6    | Medi Harris         | Storbritannien                  | 1.00,85 |            |
| 20        | 5    | 1    | Anastasija Sjkurdaj | Individuella neutrala idrottare | 1.00,94 |            |
| 21        | 3    | 1    | Celia Pulido        | Mexiko                          | 1.01,10 |            |
| 22        | 5    | 8    | Nika Sjarafutdinova | Ukraina                         | 1.01,47 |            |
| 23        | 4    | 8    | Emma Harvey         | Bermuda                         | 1.01,78 |            |
| 24        | 3    | 8    | Gabriela Georgieva  | Bulgarien                       | 1.02,16 |            |
| 25        | 2    | 5    | Aviv Barzelay       | Israel                          | 1.02,30 |            |
| 26        | 2    | 4    | Xeniya Ignatova     | Kazakstan                       | 1.02,51 |            |
| 27        | 2    | 6    | Zuri Ferguson       | Trinidad och Tobago             | 1.02,75 |            |
| 28        | 2    | 2    | Lucero Mejía        | Guatemala                       | 1.03,42 |            |
| 29        | 2    | 3    | Cindy Cheung        | Hongkong                        | 1.03,45 |            |
| 30        | 1    | 4    | Ganga Senavirathne  | Sri Lanka                       | 1.04,26 |            |
| 31        | 2    | 8    | Amani Al-Obaidli    | Bahrain                         | 1.04,27 |            |
| 32        | 2    | 1    | Celina Márquez      | El Salvador                     | 1.04,55 |            |
| 33        | 2    | 7    | Elizabeth Jiménez   | Dominikanska republiken         | 1.04,99 |            |
| 34        | 1    | 3    | Denise Donelli      | Moçambique                      | 1.08,73 |            |
| 35        | 1    | 5    | Aýnura Primowa      | Turkmenistan                    | 1.10,17 |            |
| 36        | 1    | 6    | Maleek Al-Mukhtar   | Libyen                          | 1.10,99 |            |

### Semifinaler
Simmarna med de 8 bästa tiderna gick vidare till final.
| Placering | Heat | Bana | Simmare           | Nation        | Tid     | Noteringar |
| --------- | ---- | ---- | ----------------- | ------------- | ------- | ---------- |
| 1         | 1    | 4    | Regan Smith       | USA           | 57,97   | 0Q0        |
| 2         | 2    | 5    | Kaylee McKeown    | Australien    | 57,99   | 0Q0        |
| 3         | 2    | 4    | Katharine Berkoff | USA           | 58,27   | 0Q0        |
| 4         | 2    | 6    | Iona Anderson     | Australien    | 58,63   | 0Q0        |
| 5         | 1    | 5    | Kylie Masse       | Kanada        | 58,82   | 0Q0        |
| 6         | 1    | 7    | Ingrid Wilm       | Kanada        | 59,10   | 0Q0        |
| 7         | 1    | 3    | Béryl Gastaldello | Frankrike     | 59,29   | 0Q0        |
| 8         | 2    | 3    | Emma Terebo       | Frankrike     | 59,50   | 0Q0        |
| 9         | 1    | 6    | Carmen Weiler     | Spanien       | 59,72   |            |
| 10        | 2    | 2    | Roos Vanotterdijk | Belgien       | 59,86   |            |
| 11        | 1    | 1    | Wang Xueer        | Kina          | 59,89   |            |
| 12        | 2    | 7    | Wan Letian        | Kina          | 1.00,06 |            |
| 13        | 2    | 1    | Maaike de Waard   | Nederländerna | 1.00,22 |            |
| 14        | 1    | 2    | Kira Toussaint    | Nederländerna | 1.00,37 |            |
| 15        | 2    | 8    | Louise Hansson    | Sverige       | 1.00,47 |            |
| 16        | 1    | 8    | Danielle Hill     | Irland        | 1.00,80 |            |

### Final
| Placering | Bana | Simmare           | Nation     | Tid   | Noteringar  |
| --------- | ---- | ----------------- | ---------- | ----- | ----------- |
| 1         | 5    | Kaylee McKeown    | Australien | 57,33 | 0OR0, 0=AR0 |
| 2         | 4    | Regan Smith       | USA        | 57,66 |             |
| 3         | 3    | Katharine Berkoff | USA        | 57,98 |             |
| 4         | 2    | Kylie Masse       | Kanada     | 58,29 |             |
| 5         | 6    | Iona Anderson     | Australien | 58,98 |             |
| 6         | 7    | Ingrid Wilm       | Kanada     | 59,25 |             |
| 7         | 8    | Emma Terebo       | Frankrike  | 59,40 |             |
| 8         | 1    | Béryl Gastaldello | Frankrike  | 59,80 |             |